# Missa solemnis (Beethoven)
La Missa solemnis in Re maggiore, Op. 123, è una composizione sacra di Ludwig van Beethoven, tra le più importanti nella storia della musica. Assieme alla Messa in Si minore di Bach è comunemente considerata la messa più significativa composta dopo la fine del periodo rinascimentale.
(L. van Beethoven, dedica all'arciduca Rodolfo d'Austria)

## Storia

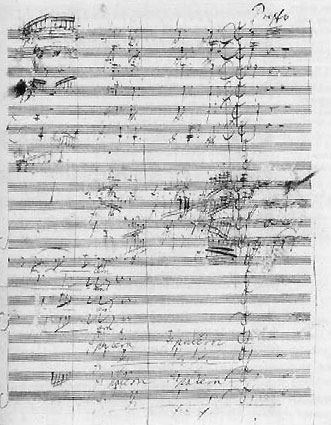
Manoscritto della Missa solemnis

Fu composta per celebrare l'investitura, avvenuta il 9 marzo 1820, di Rodolfo d'Asburgo-Lorena ad Arcivescovo di Olmütz, al quale Beethoven aveva già dedicato molte sue opere: la Sonata op.81a Les adieux, la Sonata Op.106  Hammeklavier, il Concerto op.58, il Concerto op.73 e il Trio op.97 Arciduca.  La nomina ad arcivescovo dell'arciduca era stata annunciata ufficialmente nell'estate del 1818, benché fosse già attesa da anni l'intronizzazione quando l'opera di Beethoven non era ancora compiuta. Il musicista infatti lavorò alla composizione della Missa solemnis per quattro anni, a partire dalla primavera 1819, come dimostrano anche gli schizzi, gli appunti dei Quaderni di conversazione e la corrispondenza. È del 1819 anche il testo dell'Ordinario della Messa che Beethoven utilizzò per comporre: esso contiene il testo latino, con i segni delle accentuazioni delle parole, la parallela traduzione in tedesco e una serie di appunti sul significato delle parole (per esempio le sottili differenze tra "terra" e "mundus", o "natum" e "genitum"). Era infatti innanzitutto il senso della parola del testo che doveva essere ispiratore della forma musicale, non tanto l'elaborazione tematica. In questo stesso testo si trovano i primi degli schizzi per la fuga finale del Credo e dell'inizio del Sanctus. Alla fine del 1819 erano completi il Kyrie, il Gloria e parte del Credo; la partitura autografa fu completata nella primavera del 1823.
È la seconda Messa musicata da Beethoven. La prima in Do maggiore op. 86, era stata scritta seguendo lo stile del classicismo viennese; tuttavia, all'epoca della composizione della Missa solemnis, Beethoven riteneva tale stile inadeguato a esprimere sentimenti di elevata spiritualità e inadatto a un'opera di vastissime dimensioni come quella che gli si palesava davanti. Per la composizione della Missa solemnis Beethoven studiò invece approfonditamente la monodia del canto gregoriano, la musica sacra rinascimentale e barocca di autori quali Palestrina, J. S. Bach, Händel e C. Ph. E. Bach e la ricca tradizione delle messe austriache. Carl Dahlhaus suggerisce che la seconda Messa di Beethoven sia stata deliberatamente scritta tenendo conto del saggio di E. T. A. Hoffmann sulla musica sacra pubblicato nel 1814 sulla Allgemeine musikalische Zeitung intitolato Alte und neue Kirchenmusik (Musica sacra antica e moderna).
Nel manoscritto autografo Beethoven, sull'apertura del Kyrie, scrisse la frase: «Von Herzen - möge es wieder - zu Herzen gehen!» («Dal cuore - possa di nuovo - andare al cuore»); un'iscrizione si trova anche  in principio della sezione del Dona dell'Agnus Dei (questa intesa anche per la pubblicazione): «Bitte um innern und äussern Frieden» («Preghiera per la pace interiore e esteriore»).
In una lettera del 5 giugno 1822 Beethoven definì la Missa solemnis «la più grande opera da [lui] composta» fino ad allora.
Durante la composizione della Missa Beethoven versava in serie difficoltà finanziarie, il che, secondo Maynard Solomon, lo indusse a una «complessa serie di macchinazioni» nelle trattative con gli editori per la vendita dei diritti di pubblicazione: il musicista condusse infatti contrattazioni contemporaneamente con non meno di quattro case editrici, riscuotendo anticipi sia dalla ditta N. Simrock di Bonn sia dall'editore Peters di Lipsia, per poi decidersi solo nel 1825 a pubblicare l'opera con la casa editrice Schott di Magonza. Nel 1823 Beethoven avviò inoltre una sottoscrizione per la vendita di copie manoscritte della Missa, che vennero offerte mediante l'invio di lettere a vari sovrani europei oltre che ad importanti personalità come Luigi Cherubini e Goethe. Nella lettera a Goethe (che rimase senza risposta) Beethoven, chiedendo al poeta di intercedere presso il Granduca di Weimar affinché quest'ultimo sottoscrivesse per la Missa, scrisse fra l'altro:
(Beethoven, lettera a Goethe dell'8 febbraio 1823)

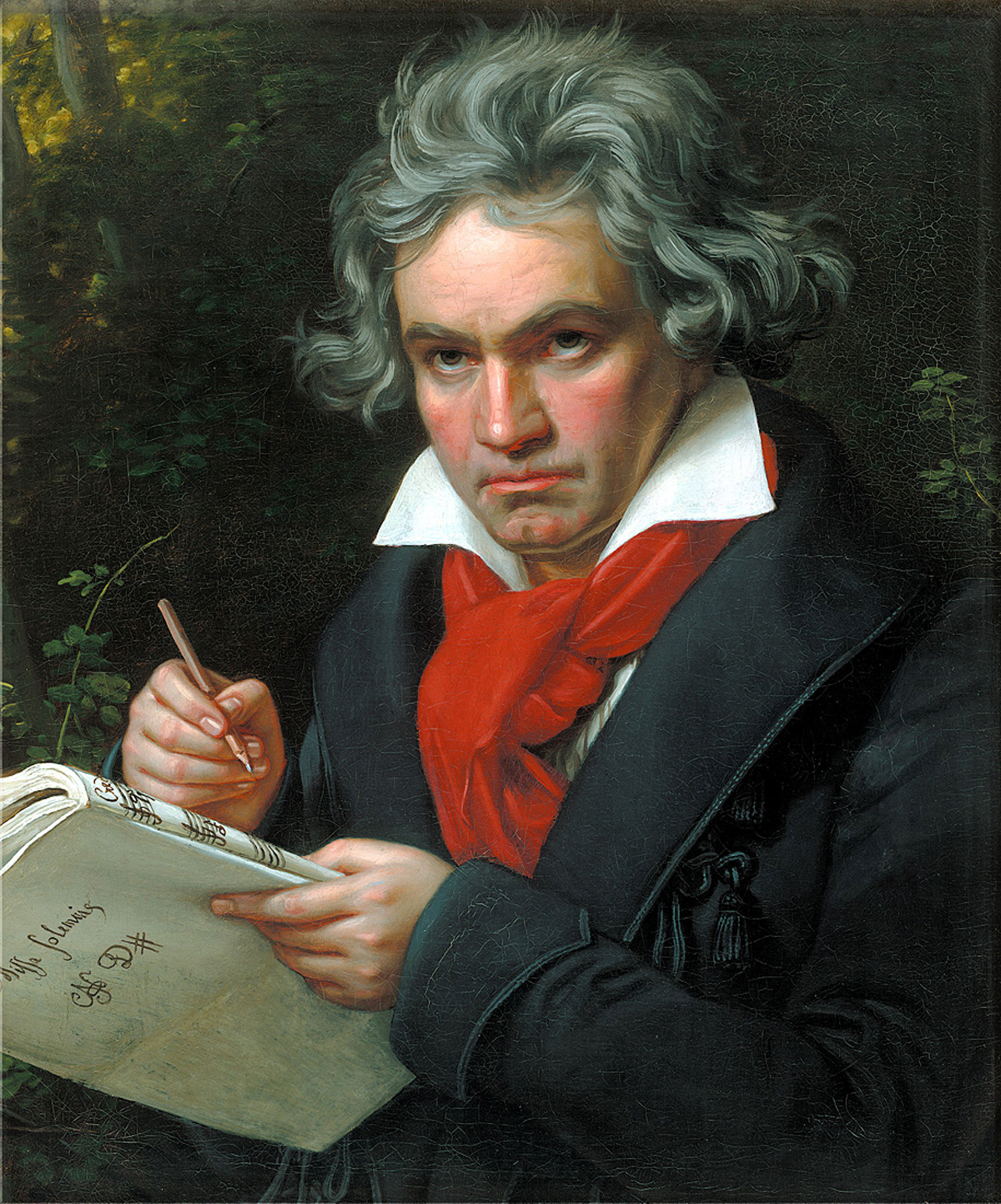
Beethoven compone la Missa solemnis, ritratto di Joseph Karl Stieler

È possibile che, progredendo nella composizione, all'idea della messa per celebrare un’incoronazione in chiesa, Beethoven, viste le immense dimensioni che stava prendendo la sua opera, abbia progressivamente sostituito quella della Messa come oratorio. Era intenzione di Beethoven scrivere negli ultimi anni della sua vita una seconda opera e un oratorio di grandi dimensioni, e l’amico Josef Karl Bernhard aveva per lui scritto Der Sieg der Kreuzes, incitando a una collaborazione che non si realizzerà. Afferma William Drabkin: «La Missa solemnis può in un certo senso essere considerata come il compimento di una missione artistica (la composizione di un maturo oratorio) ridisegnando un altro progetto (una messa d’incoronazione) che non aveva terminato in tempo per l’occasione per la quale sarebbe dovuta servire».
La prima esecuzione integrale ebbe luogo a San Pietroburgo il 7 aprile 1824, sotto forma di oratorio, grazie al principe Nicolaj Galitzin (che aveva commissionato a Beethoven tre nuovi quartetti per archi Op. 127, 132, 130); una esecuzione parziale ebbe luogo, alla presenza dell'autore, il 7 maggio 1824, quando ne furono eseguiti solo il Kyrie, il Credo e l'Agnus Dei, sotto il titolo di Tre Grandi Inni per coro e voci soliste, con Carolina Ungher e Anton Haizinger, al Theater am Kärntnertor di Vienna (la stessa sera della première della Nona sinfonia).

## Struttura e analisi
Come tutte le Messe cattoliche, è composta dalle cinque parti dell'Ordinarium Missae:
1. Kyrie
2. Gloria
3. Credo
4. Sanctus-Benedictus
5. Agnus Dei

Secondo Solomon le ricerche di Beethoven sull'antica musica sacra lo condussero ad un'originale fusione di stile antico e stile moderno, che affonda le sue radici nella tradizione pur mantenendo il dinamismo e la libertà di linguaggio musicale che caratterizzano le sinfonie dello stesso Beethoven. Nello stesso tempo l'uso «di arcaismi e reminiscenze - i modi dorici e misolidi, i "fossili" gregoriani, le citazioni del Messiah di Händel nel Gloria e nell'Agnus Dei - e l'impiego di procedimenti e immagini musicali derivate da stili liturgici precedenti rappresentano, nel contesto, procedimenti modernistici che servono anche a sottolineare l'espressività della musica beethoveniana al di là dei limiti posti dallo stile della musica liturgica di epoca classica matura e tardoclassica».
Sempre secondo Solomon, l'opera, pur rivestendo per il suo autore un «significato sacrale» e pur essendo l'espressione di profondi sentimenti religiosi, «non fu concepita come atto d'omaggio al cristianesimo» e denota da parte di Beethoven un «atteggiamento aconfessionale». Secondo Ugo Morale, il fatto che il musicista «non segua rigorosamente l'origine e le forme della liturgia cristiano-cattolica, ma metta in rilievo ciò che maggiormente gli preme – lasciando per esempio in ombra i dogmi che si riferiscono allo Spirito Santo e alla Chiesa – conferma che in Beethoven l'omaggio al Divino trascende ogni confessione, ponendosi come la voce di un “puro” che crede nella potenza e nella bontà di un essere supremo, la cui essenza è patrimonio comune a tutti i popoli».
Si è interpretato come prova di un atteggiamento di distanza nei confronti del cattolicesimo, se non addirittura di dubbio nei confronti della chiesa, il fatto che Beethoven, nel musicare il testo del Credo, si sia soffermato pochissimo sulle parole Credo in unam sanctam catholicam et apostolicam ecclesiam («Credo la Chiesa una, santa, cattolica e apostolica»). Nikolaus Harnoncourt ha contestato tale interpretazione, osservando che «Beethoven conosceva assai bene il significato dei testi e sapeva anche che in questo caso “catholicam” non significa la chiesa di Roma, ma la chiesa “universale”, come del resto è anche il caso della Messa in si minore di Bach. Beethoven inoltre ha scritto nella partitura del Credo: “Dio sopra tutto – Dio non mi ha mai abbandonato”. Nessun ateo parlerebbe in questa maniera. Questo voler distinguere a ogni costo se Beethoven era o non era fedele alla chiesa, mi sembra veramente privo di senso».

## Ricezione critica
Il filosofo e musicologo Theodor W. Adorno ha sottolineato che «c'è qualcosa di peculiare riguardo alla Missa solemnis». In molti aspetti è un'opera atipica e manca dello sviluppo tematico costante che è uno dei tratti distintivi di Beethoven. Le fughe alla fine del Gloria e del Credo la allineano ai lavori del suo periodo tardo, ma il simultaneo interesse del compositore per la forma del tema e variazioni è assente. La Missa presenta invece una narrazione musicale continua, quasi senza alcuna ripetizione, in particolare nel Gloria e nel Credo, le due parti più lunghe. Adorno ha notato che lo stile è simile al trattamento dei temi in imitazione che si riscontra nelle opere di maestri della scuola franco-fiamminga come Josquin Des Prez e Johannes Ockeghem, ma non è chiaro se Beethoven stesse deliberatamente prendendo spunto dalle loro tecniche per soddisfare le esigenze del testo liturgico.
Il compositore e analista musicale Donald Tovey ha collegato Beethoven alla tradizione precedente in maniera diversa:

## Organico

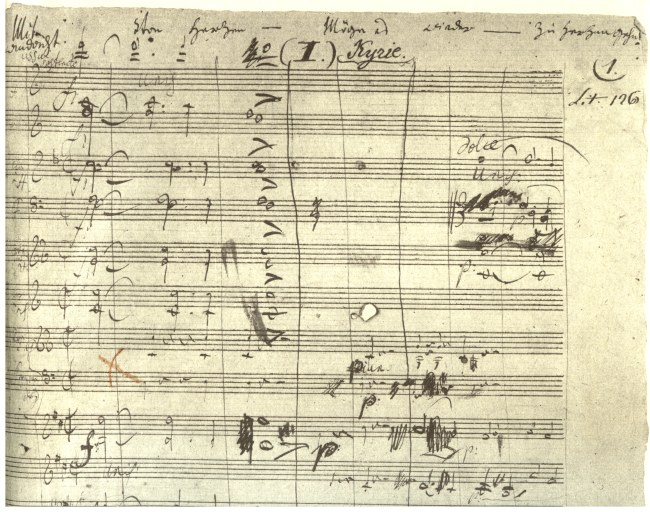
Pagina autografa del Kyrie con la dedica all'arciduca Rodolfo

La Messa è scritta per un grande organico comprendente soprano, contralto, tenore, basso, coro misto; orchestra composta da due flauti, due oboi, due clarinetti, due fagotti, controfagotto, quattro corni, due trombe, tre tromboni, timpani, organo e archi.

## Dedica
L'opera fu dedicata all'arciduca Rodolfo d'Austria, arcivescovo di Olmütz, mecenate principale di Beethoven nonché allievo e amico. Sulla partitura autografa a lui presentata, sulla pagina del Kyrie, Beethoven scrisse la frase: «Von Herzen — Möge es wieder — zu Herzen gehn» («Dal cuore - possa di nuovo - giungere al cuore»).

## Discografia parziale
- Missa solemnis - Leonard Bernstein/Edda Moser/Anna Schwarz/René Kollo/Kurt Moll, 1978 Deutsche Grammophon
- Missa Solemnis Op. 123 - Chicago Symphony Orchestra & Chorus/Daniel Barenboim/John Aler/Robert Holl/Tina Kiberg/Waltraud Meier, 1991 Erato
- Missa solemnis - Wiener Philharmoniker/Karl Böhm/Dame Margaret Price/Christa Ludwig/Wiesław Ochman/Martti Talvela, 1993 Deutsche Grammophon
- Missa Solemnis - Karl Böhm/Berlin St. Hedwig's Cathedral Choir/Berliner Philharmoniker/Josef Greindl/Anton Dermota/Maria Stader/Marianna Radev, 1997 Deutsche Grammophon
- Missa Solemnis – The Chamber Orchestra of Europe/Arnold Schoenberg Chor/Nikolaus Harnoncourt/Eva Mei/Marjana Lipovšek/Anthony Rolfe Johnson/Robert Holl, 1993 Teldec (CD)
- Missa Solemnis - Berliner Philharmoniker/Herbert von Karajan/Anna Tomowa-Sintow/Ruza Baldani/Eric Tappy/José van Dam, 1988 Deutsche Grammophon (CD e DVD)
- Beethoven: Missa Solemnis - Otto Klemperer/Elisabeth Söderström/Marga Höffgen/Waldemar Kmentt/Martti Talvela/New Philharmonia Orchestra & Chorus, 1965 Emi Great Recordings Of The Century
- Missa Solemnis - Chicago Symphony Orchestra/Sir Georg Solti/Lucia Popp/Yvonne Minton/Mallory Walker/Gwynne Howell, 1978 Decca - Grammy Award for Best Choral Performance 1979
- Beethoven: Missa Solemnis, Carlo Maria Giulini / London Philharmonic Orchestra / New Philharmonia Chorus /  Heater Harper / DameJanet Baker / Robert Tear/ Hans Sotin, 1996 EMI Philar
- Beethoven: Missa Solemnis  NBC Symphony Orchestra / Robert Shaw Chorale / Arturo Toscanini / Lois Marchall/ Nan Merriman /Eugene Conley /Jerome Hines     RCA 1990